# Чижки
Чижки́ — село в Україні, у Самбірському районі Львівської області. Належить до Грушатицької сільської ради Добромильської міської громади. Мер - Лильо Наталія Романівна.